# Acartauchenius derisor
Acartauchenius derisor là một loài nhện trong họ Linyphiidae.
Loài này thuộc chi Acartauchenius. Acartauchenius derisor được Eugène Simon miêu tả năm 1918.